# Dai-Manshū Teikoku Kūgun
La Dai-Manshū Teikoku Kūgun (in giapponese 大満州帝国空軍), citata anche nella bibliografia in lingua inglese come Manchukuo Air Force (o Manchukuo Imperial Air Force), era l'aeronautica militare del Manchukuo nel periodo tra il 1938 ed il 1945 e parte integrante delle forze armate del Manchukuo.

## Storia

### Le origini
La Dai-Manshū Teikoku Kūgun venne istituita nel febbraio 1937 inizialmente selezionando 30 uomini dall'Esercito imperiale del Manchukuo ed addestrata presso l'arsenale aereo del Kwantung, un reparto dell'Esercito imperiale giapponese con sede ad Harbin.

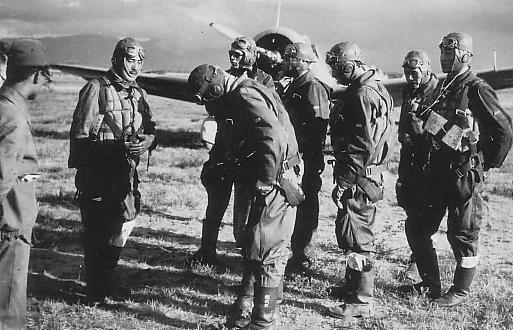
Piloti dell'Aeronautica del Manchukuo

## Lista aeromobili
Esisteva una industria aeronautica ( Manshū ) che costruì alcuni aerei giapponesi su licenza, come il Nakajima Ki-27.
| Aereo                  | Origine  | Tipo                | Variante | In servizio |
| ---------------------- | -------- | ------------------- | -------- | ----------- |
| Aerei da combattimento |          |                     |          |             |
| Nakajima Type 91       | Giappone | Caccia              | II       | 1+          |
| Nakajima Ki-27         | Giappone | Caccia              |          | 12          |
| Nakajima Ki-43         | Giappone | Caccia              |          | 4           |
| Nakajima Ki-44         | Giappone | Caccia              |          | 1+          |
| Nakajima LB-2          | Giappone | Bombardiere medio   |          | 1           |
| Kawasaki Ki-32         | Giappone | Bombardiere leggero |          | 1+          |
| Kawasaki Type 88       | Giappone | Bombardiere leggero |          | 1+          |
| Mitsubishi Ki-21       | Giappone | Bombardiere         |          | 6           |
| Mitsubishi Ki-30       | Giappone | Bombardiere         |          | 1+          |
| Trasporto              |          |                     |          |             |
| Tachikawa Ki-54        | Giappone | Trasporto           |          | 1+          |
| Addestramento          |          |                     |          |             |
| Tachikawa Ki-9         | Giappone | Addestramento       |          | 6+          |
| Tachikawa Ki-55        | Giappone | Addestramento       |          | 1+          |